# Curiosity (EP)
Albums de Carly Rae Jepsen
Tug of War
(2008) Kiss
(2012)
Singles
1. Call Me Maybe
Sortie : 20 septembre 2011
2. Curiosity
Sortie : 1 mai 2012
3. Good time
Sortie : 2 juillet 2012
4. Paris latino
Sortie : octobre 2012

Curiosity est le premier extended play de l'auteur-compositrice canadienne Carly Rae Jepsen. L'EP sort le 14 février 2012 sous le label 604 Records. Initialement prévu pour un futur album studio, à la dernière minute le label a décidé de sortir les chansons déjà travaillées en EP. Cependant certaines chansons ne sont pas incluses dans l'EP dont une collaboration avec le chanteur canadien Justin Bieber. Curiosity est un album pop avec des influences disco, dance-pop et RnB, dont le contenu des paroles est sur l'amour.
La critique a donné globalement des commentaires positifs sur l'EP en louant la qualité des chansons. Le premier single extrait Call Me Maybe rencontre un grand succès commercial, se classant numéro un au Canada, en Irlande, au Royaume-Uni, en Australie et en Nouvelle-Zélande. L'EP est cependant encore disponible qu'au Canada où le l'EP se classe 6e lors de sa première semaine d'exploitation.

## Liste des pistes
| 1.    | Call Me Maybe    | Ramsay  | 3:13 |
| 2.    | Curiosity        | Stewart | 3:26 |
| 3.    | Picture          | Stewart | 3:03 |
| 4.    | Talk to Me       | Stewart | 2:51 |
| 5.    | Just a Step Away | Stewart | 3:46 |
| 6.    | Both Sides Now   | Stewart | 3:52 |
| 20:11 |                  |         |      |

## Classement par pays
| Classement (2012)       | Meilleure position |
| ----------------------- | ------------------ |
| Canada classement album | 6                  |